# Slag bij Fredericktown
De Slag bij Fredericktown vond plaats op 21 oktober 1861 in Madison County, Missouri tijdens de Amerikaanse Burgeroorlog. Dankzij deze overwinning verkregen de Noordelijken controle over het zuidoosten van Missouri.

## Achtergrond
M. Jeff Thompson, brigadegeneraal in de Missouri State Guard, leidde in oktober 1861 een 1.500 man sterke eenheid naar het zuidoosten van Missouri. Op 15 oktober verbrandde hij de Iron Mountain Railroadbrug over de Big River in Jefferson County waarbij hij ook verschillende wachters gevangennam. Twee Noordelijke colonnes onder leiding van respectievelijk kolonel J.B. Plummer (1.500 man sterk) en kolonel William P. Carlin ( 3.000 man sterk) werden uitgestuurd op Thompson te verslaan. Thompson kreeg op 20 oktober het nieuws dat twee Noordelijke eenheden hem zochten en trok zich daarop terug ten zuiden van Fredericktown. Hij besliste echter om toch de vijandelijke eenheden aan te vallen.

## De slag
In de vroege ochtend van 21 oktober 1861 probeerde Thompson de vijandelijke sterkte en opstelling te achterhalen. Hij slaagde er niet in om voldoende informatie te verzamelen. Hij legde een hinderlaag en wachtte tot de Noordelijken voorbijkwamen. Het merendeel van de State Guard stond verdekt opgesteld in een bos nabij de weg. Onmiddellijk naast de weg stond het regiment van kolonel Aden Lowe opgesteld. Een 12-ponder en twee 6-ponders deden dienst als ondersteuning.
Tegen de middag arriveerde Plummer met zijn colonne en een detachement van de eenheid van kolonel William P. Carlin. De Illinois Cavalry onder leiding van kapitein Stewart merkte als eerste de vijand op. De 17th Illinois Infantry vormde een slaglinie en viel de Zuidelijken aan. Een sectie van de Noordelijke artillerie werd opgesteld en begon een artillerieduel met de 12-ponder van de State Guard. De 20th Illinois en de 11th Missouri vielen Lowe’s flanken aan. Lowe sneuvelde na een schot in het hoofd. Zijn regiment trok zich daarop terug.
De 1st Indiana Cavalry probeerde de Zuidelijken te achtervolgen en de 12-ponder te veroveren. Ze werden met zware verliezen terug geslagen door de salvo’s van Thompson’s infanterie. Toen meer en meer Noordelijke eenheden oprukten naar Thompson’s positie, trok hij zich op een ordelijke wijze terug.
Thompson verloor 145 soldaten, waarvan er 25 gedood werden, 40 gewond en 80 gevangengenomen. Ook verloor hij zijn 12-ponder. De Noordelijken hadden 7 doden en 60 gewonden te betreuren.